# Пристрій гідродинамічних досліджень пласта

Пристрій гідродинамічних досліджень пласта (ПГДП) (англ. device for hydrodynamic survey of a stratum; нім. Einrichtung f für hydrodynamische Forschungen des Flözes) — пристрій, призначений поєднати в одному циклі робіт гідродинамічне дослідження свердловин після буріння, вплив на пласт з метою поліпшення фільтраційних властивостей привибійної зони й власне освоєння свердловин. Вплив на пласт здійснюється шляхом створення багаторазових миттєвих депресій-репресій, що може бути легко поєднаним з хімічними методами впливу на привибійну зону кислотою, лугом або ПАР. Застосування пристрою ПГДП-1 (рис.) дає змогу вести постійний візуальний дистанційний контроль за допомогою реєструючих пристроїв за зміною вибійного тиску в процесі створення миттєвих депресій, а також відновлення його у підпакерній зоні.
Технологія комплексного освоєння і дослідження свердловин із застосуванням пристрою ПГДП-1 за один цикл включає такі операції: спуск компоновки ліфта й обв'язка наземного обладнання, гідродинамічне дослідження і реєстрація кривих відновлення тиску (КВТ), розшифрування кривих і оцінка фільтраційних параметрів пласта, вплив на привибійну зону з метою вирівнювання фільтраційних властивостей привибійної й віддаленої зон, нове гідродинамічне дослідження КВТ, оцінка фільтраційних властивостей пласта після впливу на нього, освоєння свердловини й пуск її в експлуатацію. При цьому ведеться постійний контроль за зміною кількості припливу пластового флюїду після кожного циклу депресій-репресій. Отриманий стабільний приплив пластового флюїду свідчить про завершення очистки привибійної зони пласта методом депресій-репресій.